# Iwan Ohijenko
Iwan Ohijenko, metropolita Hilarion (Iłarion) (ur. 2 stycznia?/14 stycznia 1882 w Brusiłowie, zm. 29 marca 1972 w Winnipeg) – filolog ukraiński, historyk literatury i kultury, dziennikarz, działacz oświatowy i polityczny, teolog, tłumacz, poeta, autor tekstów sakralnych. Syn Iwana i Jefrosynii z d. Petryczenko.

## Życiorys

### Młodość i okres studiów (do 1917)
Urodził się w rodzinie chłopskiej. Ojciec był kantorem cerkiewnym. Zmarł, gdy Iwan miał trzy lata. Naukę rozpoczął w 1892 w czteroklasowej szkole ludowej, w 1896 wstąpił do wojskowo-felczerskiej szkoły w Kijowie, przez trzy lata pracował jako pomocnik lekarza w szpitalu. W 1903 dzięki samokształceniu zdał maturę w Ostrogu, a w latach 1904–1909 studiował najpierw na wydziale medycznym, a następnie historyczno-filologicznym Imperatorskiego Uniwersytetu św. Włodzimierza w Kijowie.
Uczestniczył w seminariach znanego wówczas na ziemiach ukraińskich prof. Władimira Peretca. Prof. Peretc zorganizował centrum badawcze literatury dawnej Rusi, gdzie Ohijenko poznał podstawy źródłoznawstwa, księgoznawstwa, archeografii, paleografii, archiwistyki i bibliotekoznawstwa.
W 1905 włączył się w nurt ruchu rewolucyjnego. Został dziennikarzem piszącym do wielu gazet, m.in. Ради (Rady) i Громадскої Думки (Myśli Społecznej). Został członkiem Ukraińskiego Towarzystwa Naukowego w Kijowie, był pracownikiem redakcji organu tego Towarzystwa Записок... (Zapisek...). W 1911 został zatrudniony jako profesorski stypendysta w katedrze języka i literatury rosyjskiej Uniwersytetu Lwowskiego, a w 1912 w Sankt-Petersburgu został wybrany członkiem korespondentem Towarzystwa Miłośników Dawnej Literatury. W tym samym roku ukończył w Kijowie Kursy Pedagogiczne. W 1915 uzyskał tytuł magistra, po czym kierownictwo Uniwersytetu powierzyło mu prowadzenie cyklów wykładów publicznych na prawach kursów uniwersyteckich, następnie otrzymał stanowisko docenta prywatnego. Jednocześnie prowadził indywidualną praktykę nauczycielską: wykładał język rosyjski i literaturę w kijowskich gimnazjach. Do 1917 jego dorobek liczył 80 pozycji: rozpraw, podręczników, utworów poetyckich, wystąpień publicystycznych, recenzji i opowiadań. Był członkiem Ukraińskiej Partii Socjalistów-Federalistów (esefów).

### Ważniejsze czasopisma naukowe, w których publikował Iwan Ohijenko (do 1917)
- Русски филологическй Вестник (Rosyjski Biuletyn Filologiczny)
- Лiтературно-наукoвий висник (Biuletyn Literacko-Naukowy)
- Записки наукoвoго товариства iменi Шевченка (Zapiski Towarzystwa Naukowego im. T. Szewczenki)
- Записки наукoвoго товариства в Киевi (Zapiski Towarzystwa Naukowego w Kijowie)
- Униврситетские извести (Wiadomości Uniwersyteckie)
- Летопис Екатериславской ученой архивной комисии (Latopis Jekaterynosławskiej Naukowej Komisji Archiwalnej)

### Działalność społeczno-polityczna (1917–1924). Emigracja.
Od 1917 Ohijenko wykładał historię języka ukraińskiego na Uniwersytecie w Kijowie, założył Towarzystwo Historyczno-Literackie, był jednym z założycieli Ukraińskiego Uniwersytetu Ludowego oraz jednym z fundatorów Głównego Pałacu Książki tamże. Został członkiem Rady Szkolnej przy Generalnym Sekretariacie do Spraw Oświaty. Otrzymał nominację na rektora nowo otwartego Ukraińskiego Uniwersytetu Państwowego w Kamieńcu Podolskim. W 1918 założył w Kamieńcu oddział Ukraińskiego Czerwonego Krzyża. Stanął na czele komisji zajmującej się reformą zasad pisowni przy Ministerstwie Oświaty Ludowej Ukraińskiej Republiki Ludowej. W kolejnych rządach ukraińskich pełnił funkcje ministra oświaty (1918–1919), ministra wyznań (1919–1920), ministra wyznań religijnych (1920–1921), ministra zdrowia i opieki społecznej (1921–1922), ponownie ministra wyznań religijnych (1922–1923). Był zwolennikiem ukraińskiego kościoła narodowego i wprowadzenia do posług religijnych i nabożeństw języka ukraińskiego. Po klęsce militarnej Ukraińskiej Republiki Ludowej w wojnie ukraińsko-sowieckiej, w listopadzie 1920 wraz z oddziałami armii URL przekroczył Zbrucz i schronił się na terytorium Polski.
Początkowo mieszkał w Tarnowie, gdzie znajdowała się siedziba rządu URL na emigracji. Do 1924 był ministrem d.s. wyznań w tym rządzie. Od 1922 był członkiem zwyczajnym Towarzystwa Naukowego im. Szewczenki. We wrześniu 1922 wyjechał do Lwowa, gdzie objął posadę wykładowcy języka i literatury ukraińskiej w seminarium nauczycielskim ss. bazylianek. W latach 1922–1924 mieszkał w Winnikach. W tym czasie prowadził też prace naukowe, głównie z historii ukraińskiego drukarstwa.

### Okres warszawski (1926–1938)
26 listopada 1926 senat Uniwersytetu Warszawskiego zatwierdził kandydaturę Iwana Ohijenki na stanowisko profesora zwyczajnego języka cerkiewnosłowiańskiego i paleografii Studium Teologii Prawosławnej. Poza prowadzeniem wykładów i ćwiczeń, wraz z dziekanem wydziału – metropolitą Dionizym (Waledyńskim) wydawał prace naukowe z serii Ἐλπίς (Elpis), a z profesorem Romanem Smal-Stockim – cykl podręczników i rozpraw językoznawczych Студiї до українськоī граматики, 1926–1932 (Studia z gramatyki ukraińskiej, 1926–1932). Był także jednym z założycieli i autorem historyczno-literackiego almanachu Визволення України, 1932 (Wyzwolenie Ukrainy, 1932). W latach 1929–1931 pełnił funkcję przewodniczącego Towarzystwa Pomocy Ukraińskim Studentom Szkół Wyższych w Warszawie. W 1931 został członkiem Polskiego Towarzystwa Językoznawczego oraz Rady Naukowej Biblioteki Publicznej m. st. Warszawy (dział starodruków). Współpracował przy opracowywaniu Ukraińskiej Encyklopedii Powszechnej (Українская загальна енциклопедiя). Brał udział w Pierwszym Zjeździe Filologów Słowiańskich w Pradze w 1929. W tym okresie przedmiotem jego badań stały się: starodruki, historia, język starosłowiański (fonetyka języka cerkiewnosłowiańskiego, osobliwości akcentu z XVI w., przeglądy paleograficzne, historyczne, lingwistyczne, bibliograficzne).
Rada Naukowa Uniwersytetu im. T. Masaryka w Brnie nadała mu w 1932 tytuł doktora filozofii.
W tymże roku nie przedłużono kontraktu prof. Ohijenki z Uniwersytetem Warszawskim.
Zajął się wtedy tłumaczeniem Biblii na język ukraiński, pracę ukończył w 1938, ale pełny przekład ukazał się dopiero w 1962 w Brytyjskim i Zagranicznym Towarzystwie Biblijnym w Londynie.
Rozwinął działalność wydawniczą i publicystyczną. W 1932 w drukarni oo. Bazylianów w Żółkwi wydał miesięcznik Ридна мова (Język ojczysty), a w latach 1935–1937 czasopismo kulturoznawcze Наша культура (Nasza kultura). Został członkiem komisji przygotowującej do druku materiały źródłowe dotyczące życia i działalności Świętych Cyryla i Metodego.
Był jednym z głównych ideologów ruchu na rzecz ukrainizacji Polskiego Autokefalicznego Kościoła Prawosławnego.

### Okres II wojny światowej
W 1940 został wybrany przewodniczącym Ukraińskiej Rady Kościelnej w Warszawie. Jednym z celów Rady było, przy poparciu Niemców, utworzenie na terytorium Generalnego Gubernatorstwa (Chełmszczyzna, Podlasie, Łemkowszczyzna, Zasanie) ukraińskiej diecezji prawosławnej. W tym samym roku synod biskupów prawosławnych wysunął kandydaturę Ohijenki na biskupa. Ohijenko, który był już wtedy wdowcem, wstąpił do zakonu i przyjął imię Hilarion (najczęściej podawane w wersji ukraińskiej – Iłarion), a następnie 20 października 1940 w soborze NMP na Świętej Górze Danyłowej w Chełmie przyjął święcenia kapłańskie i biskupie oraz odbył ingres do katedry chełmskiej w ramach Autokefalicznego Kościoła Prawosławnego w Generalnej Guberni. W tym czasie przy Konsystorzu utworzył Oddział Prasowy. Zainicjował wydawanie biuletynu Звидомлення з Холмсько-Пiдляської епархии (Informacje z eparchii chełmsko-podlaskiej). Ponownie otworzył prawosławne seminarium duchowne w Chełmie, biblioteki, był organizatorem ukraińskiego archiwum i muzeum, funduszu pogrzebowego, kasy zapomogowej, przytułku dla starców, ustanowił stypendium dla uczniów. Zaangażowany w kampanię ukrainizacji ziemi chełmskiej.
W 1942 został przez synod biskupów prawosławnych odbywający się w Ławrze Poczajowskiej wybrany na katedrę kijowską, do której nie został jednak dopuszczony przez władze niemieckie. 16 marca 1944 został podniesiony do godności metropolity. W związku z nasileniem bratobójczych walk polsko-ukraińskich, 4 kwietnia 1944 r. wydał odezwę do mieszkańców z Chełmszczyzny z prośbą o opamiętanie się i zaprzestanie zbrodni.

### Okres powojenny, emigracja
18 lipca 1944, przed wkroczeniem do miasta Armii Czerwonej, abp Hilarion opuścił Chełm i przez Zakopane, udał się najpierw do Herzogenburga, a następnie do Lozanny, gdzie zamieszkał w szpitalu-przytułku „Betań”. W Lozannie założył wydawnictwo „Наша культура” (Nasza kultura), w którym wydawał własne utwory. Zaproszony przez społeczność ukraińską w Winnipeg, znalazł się tam 16 września 1947 i podjął pracę duszpasterską w bazylice Opieki NMP. 8 sierpnia 1951 sobór wiernych i duchowieństwa wybrał go metropolitą Ukraińskiego Kościoła Prawosławnego w Kanadzie z tytułem metropolity Winnipeg i Kanady. W latach 1947–1967 założył i redagował periodyki, m.in.: „Слово iсттни” („Słowo prawdy”), „Наша культура” („Nasza kultura”), „Вiра й культура” („Wiara i kultura”).
Przyczynił się do powstania w Kanadzie Ukraińskiego Prawosławnego Teologicznego Towarzystwa Naukowego. Od 1948 był rektorem Ukraińskiego Uniwersytetu Ludowego w Winnipeg oraz dziekanem i wykładowcą na wydziale Teologicznym Uniwersytetu (Kolegium św. Andrzeja) w Manitobie. W kwietniu 1960 odbyło się w Kanadzie pod kierownictwem abp. Iłariona podpisanie aktu współpracy wszystkich autokefalicznych Kościołów prawosławnych działających w USA, Kanadzie, RFN i innych krajach Europy Zachodniej.
W okresie powojennym jakiekolwiek wzmianki o Iwanie Ohijence lub cytowanie jego dzieł było objęte na terenie USRR i innych krajów bloku wschodniego całkowitym zakazem. Po 1989 pojawiło się ponowne zainteresowanie jego osobą, głównie na terenie Ukrainy. Świadczy o tym m.in. zorganizowanie w 1997 przez Kijowski Międzyregionalny Instytut Doskonalenia Nauczycieli im. Hriczenki ohijenkoznawczej konferencji naukowej. Zaczęto wydawać jego dzieła, w tym Biblię. Wybito także pamiątkową monetę o nominale 2 hrywien z jego wizerunkiem.

## Twórczość
Dorobek Iwana Ohijenki zawiera ponad 1800 publikacji. Pisał głównie w języku ukraińskim, ale także po polsku, niemiecku, francusku i rosyjsku. W Polsce jego prace można znaleźć przede wszystkim w Bibliotece Narodowej w Warszawie oraz w Bibliotece Uniwersytetu Warszawskiego. Oto tylko niektóre z jego prac:
- Иноземные эпементы в руском языке (Cudzoziemskie elementy w języku rosyjskim), ok. 1915 – jedyna praca napisana po rosyjsku
- Iстория українского друкарства XV-XVIII ст. (Historia ukraińskiego drukarstwa XV-XVIII w.), NTSz, 1925
- Українська литературна мова XVI-го ст. (Ukraiński język literacki XVI w.), 1930
- Крехивский Апостол 1560-х р. (Krechowskie Dzieje i Listy Apostolskie z 1560 r.), 1930
- Iстория українскої литературної мови (Historia literackiego języka ukraińskiego), Kanada, ok. 1955
- Словник Шевченкової мови (Słownik języka Szewczenki), Kanada, ok. 1960
- Библiйнi студiї (Studia biblijne), Kanada, ok. 1965
- Przekład Biblii, Ukraińskie Towarzystwo Biblijne, Kijów 1995

## Rodzina

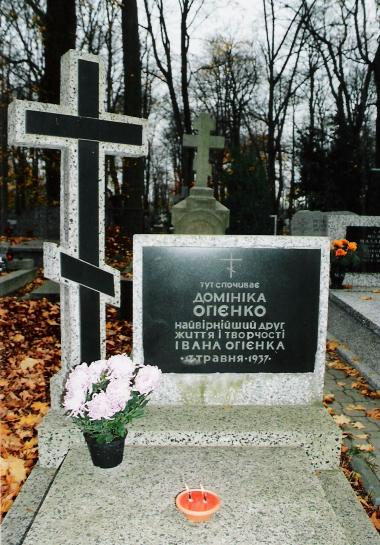
Grób Dominiki Ohijenko na Cmentarzu Prawosławnym w Warszawie

Iwan Ohijenko ożenił się w 1907 z Dominiką Łytwynczuk (?–1937) pochodzącą również z miasteczka Brusyliw. Z tego związku urodziło się troje dzieci: Anatolij (1910–2002), inżynier mechanik – absolwent Politechniki Warszawskiej, Jurko (1911–1982) i Larysa (1921–?). Wszyscy po wojnie znaleźli się w Stanach Zjednoczonych.